# Adolphe Fraisse
Adolphe Fraisse est un architecte suisse né le 6 août 1835 à Ferney-Voltaire (Ain, France) et mort le 27 septembre 1900 à Berne (Suisse). Il a mené plusieurs projets marquants dans le canton de Fribourg, dont une dizaine d'églises et d'autres bâtiments publics (gare, places, etc).
Franc-maçon, il a aménagé le temple de la Loge "La Régénérée" de Fribourg à la "Grotte du Pertuis".

## Édifices religieux
- Église néogothique de Châtel-Saint-Denis (1872-1875)

## Édifices publics
- Gare de Fribourg (1872-1873)